# Fritz Werner (Bühnenbildner)
Fritz Werner (* 23. Oktober 1924 in Berlin; † 1. Januar 2014) war ein deutscher Bühnenbildner.

## Leben und Werk
Werner war der Sohn des Malers Rudolf G. Werner. Er absolvierte eine Lehre als Zeichner, wurde dann zur Wehrmacht eingezogen und nahm am Zweiten Weltkrieg teil. Nach der Entlassung aus der Kriegsgefangenschaft lernte er bei seinem Vater in Gera von 1947 bis 1950 Malerei. Von 1950 bis 1953 arbeitete er als Bühnenbildner - Assistent bei den Städtischen Bühnen der Stadt Gera. Danach war er Bühnen- und Kostümbildner an wechselnden Theatern: bei der Städtischen Bühne Rudolstadt, am Stadttheater Greiz, an den Städtischen Bühnen Gera, am heutigen Staatstheater Cottbus und am Theater Plauen, wo er Ausstattungsleiter war.
Werner war bis 1990 Mitglied des Verbands Bildender Künstler der DDR.

## Werk als Maler
- Freundschaft (Öl, 150 × 180 cm; mit Rudolf G. Werner; auf der Dritten Deutschen Kunstausstellung)

## Teilnahme an zentralen und wichtigen regionalen Ausstellungen in der DDR
- 1953 und 1987/1988: Dresden, Dritte Deutsche Kunstausstellung und X. Kunstausstellung der DDR
- 1959: Berlin, Deutsche Akademie der Künste („Bühnenbilder aus den Jahren 1945–1958“)
- 1985: Karl-Marx-Stadt, Bezirkskunstausstellung